# 帕斯卡·羅傑
帕斯卡·羅傑（法語：Pascal Rogé，1951年4月6日—）是一位法國鋼琴家。
他的演奏包括聖桑、福雷、德布西、拉威爾、薩蒂及弗朗西斯·普朗克等作品，也涵蓋德國和奧地利的作曲家海頓、莫札特、布拉姆斯和貝多芬。

## 生平
帕斯卡·羅傑在9歲進入巴黎高等音樂院學習，師從迪卡芙（Lucette Descaves），並曾獲美國鋼琴家卡欽的指導。帕斯卡·羅傑在16歲得到羅馬尼亞恩奈斯可鋼琴大賽冠軍，20歲得到隆-提博大賽冠軍。

## 外部連結
- Official website （页面存档备份，存于） （法文） （英文）
- 帕斯卡·羅傑在互联网电影资料库（IMDb）上的資料（英文）
- Biography from Allmusic
- Hear Pascal Rogé in concert （页面存档备份，存于） from WGBH Boston
- 帕斯卡·羅傑的Discogs页面（英文）